# Lapis lazuli
Lapis lazuli (lasurit, lasursten, naturligt ultramarin) er en blå, uigennemsigtig, sjælden sten. Den forekommer i uregelmæssige småpartier, sjældnere krystaller (kubiske), siddende i kalksten og dolomit, hvor den sandsynligvis er opstået ved kontaktmetamorfose. Stenen er en bjergart, idet den består af en blanding af forskellige mineraler. Sammensætningen kan variere en hel del. Små krystaller af pyrit lyser op som guldstænk. Den mørkeblå farve skyldes først og fremmest mineralet lazurit. Desuden kan forekomme sodalit (i blå og lilla farver), hauyn, nosean, glimmer og andre mineraler. Hårdheden er lidt ringere end hos feldspat, mellem 5,5 og 6 på Mohs' skala.

## Etymologi
Navnet kommer af latin, hvor lapis betyder sten og lazul, der på middelalderlatin brugtes om farven blå, ordet kommer oprindeligt fra arabisk sprog.

## Forekomst
Hovedfindestedet er Badakhshan ved Koktscha (en gren af Amu Darja i Afghanistan); her findes tre varieteter: en indigoblå (som kaldes nili), en lys blå (asmani) og en grøn (sabzi). De afghanske sten bliver normalt vurderet højest, især dem med den reneste blå farve. Endvidere findes den på flere steder ved vestsiden af Bajkalsøen, i Chile (ofte med større partier af grå eller hvid farve) og i ringe mængder undertiden i kalkstensstykker, der er udkastede af vulkaner (Vesuv). Den findes også i Tupertalik ved Maniitsoq, Grønland.

## Anvendelse
De smukt farvede varieteter skattedes allerede i Oldtiden meget højt; hvor de blev anvendt til vaser og andre dekorationsgenstande, til amuletter, i mosaik og til småting. I det antikke Grækenland kaldtes stenen for sapphiros, som i dag er en helt anden sten. Isak-katedralen i Sankt Petersborg findes to, næsten 5 m høje søjler, beklædt med lapis lazuli. Pulveriseret kunne stenen benyttes som farvepigment i maleriet eller til sminke.
Også i dag anvendes stenen til prydgenstande, signeter og smykker. Den ses imiteret af blå emalje, keramik, sintret syntetisk spinel og indfarvet flint eller agat.

### Malerfarve
Som malerfarve er lapis lazuli (en meget pæn sten) nu erstattet af kunstig ultramarin, der dog er mere intenst blå. Indtil engang før 1. Verdenskrig kunne tuber af oliefarve med ægte ultramarin stadig købes til Winsor & Newton.